# Municipio de Northwest (Ohio)
El municipio de Northwest (en inglés: Northwest Township) es un municipio ubicado en el condado de Williams en el estado estadounidense de Ohio. En el año 2010 tenía una población de 1236 habitantes y una densidad poblacional de 14,47 personas por km².

## Geografía
El municipio de Northwest se encuentra ubicado en las coordenadas 41°39′28″N 84°44′45″O / 41.65778, -84.74583. Según la Oficina del Censo de los Estados Unidos, el municipio tiene una superficie total de 85.41 km², de la cual 84,48 km² corresponden a tierra firme y (1,08 %) 0,92 km² es agua.

## Demografía
Según el censo de 2010, había 1236 personas residiendo en el municipio de Northwest. La densidad de población era de 14,47 hab./km². De los 1236 habitantes, el municipio de Northwest estaba compuesto por el 98,71 % blancos, el 0,32 % eran amerindios, el 0,08 % eran de otras razas y el 0,89 % eran de una mezcla de razas. Del total de la población el 0,57 % eran hispanos o latinos de cualquier raza.